# 抜打座談会事件
抜打座談会事件（ぬきうちざだんかいじけん）は、博友社刊行の雑誌『新青年』の1950年4月号に掲載された「探偵作家抜打座談会」によって、日本の推理小説界の本格派と文学派が対立を深めた事件。

## 経緯
1950年、大坪砂男と宮野村子が幹事役になって新年会を開いた。集合場所は東京都新宿区揚場町の博友社。出席者は木々高太郎、大坪砂男、永瀬三吾、宮野村子、岡田鯱彦、氷川瓏、本間田麻誉の7名である。出席者のほとんどは文学派をもって自任していたが、ただ一人岡田のみが本格派の孤塁を守っていた。
やがて出席者は神楽坂の小料理屋"喜らく"に案内され、速記者に引き合わされた。そこに『新青年』編集長高森栄次が現れ、出席者に「非常に突然で恐縮ですが、速記をとって本誌に掲載させていただきたいと存じます。抜打ち座談会という形です」と告げた。
この座談会の席上、文学派をもって任ずる出席者たちが、本格派の探偵作家たちを強い調子で非難した。たとえば大坪は「低級な探偵小説を発行部数の多い雑誌に載せるが、それを支えている唯一のものは経済的根拠ですね」「その人達（本格派の諸作家─引用者註）の誇っているところはいかに儲かるかということですよ」と発言している。

## 反響
この座談会を読んだ江戸川乱歩は即座に『宝石』の編集部に電話をかけ、『「抜打座談会」を評す』という一文を同誌の1950年5月号に発表した。乱歩の反駁文そのものは穏健な内容だったが、氷川の回想によると、乱歩は岡田から座談会の模様を逐一伝えられて感情を害していたという。横溝正史や高木彬光も激怒していた。特に高木は大坪の発言に猛反発し、大坪の作品が載った雑誌や単行本を風呂の焚きつけに使って溜飲を下げていた。本格派を熱烈に支持していた『宝石』発行元の岩谷書店社長岩谷満は、この座談会を『宝石』への挑戦と解釈し、出席作家たちの原稿を『宝石』でボイコットすると発言した。これに対して文学派の諸作家も反撃し、騒ぎはますます大きくなった。
しかし、本来売れ行きの芳しくなかった『新青年』は赤字から脱することができず、抜打座談会掲載から3ヵ月後の1950年7月号を以て休刊を迎えた。これに伴って文学派は萎縮と沈黙を余儀なくされ、事態は沈静化した。
このときの座談会で文学派が真剣に語り合った新しい推理小説の方向と可能性の諸問題は、松本清張の出現で一挙に解決を見たと考えられている。